# Domingo Antonio Villafañe
Domingo Antonio Villafañe, (La Rioja, Argentina, ca. 1810 - Aimogasta, ca. 1875), político argentino, líder del partido unitario de la provincia de La Rioja y gobernador de la misma entre 1859 y 1862.

## Biografía
Era hijo de Domingo Eugenio Villafañe, que sería dos veces gobernador de La Rioja. Estudió en el Colegio de Buenos Aires, y de regreso a su provincia se dedicó a la agricultura y al comercio. Su sede estaba en el departamento Arauco, pero comerciaba desde y hacia Chile, Córdoba y Catamarca.
Fue varias veces juez de su departamento, y participó en la guerra de la Coalición del Norte como coronel de milicias. Participó en algunos combates del lado del gobernador Tomás Brizuela, y tras la derrota se exilió en Chile. Apoyó las incursiones de Ángel Vicente Peñaloza desde ese país.
A fines de la década de 1840 regresó a La Rioja, bajo la protección del gobernador Manuel Vicente Bustos. Participó en las varias guerras civiles que asolaron a su provincia.
Apoyó la política de Manuel Bustos, y en 1859 llegó a la presidencia de la legislatura. Se opuso a la revolución federal que derribó a Bustos y colocó en el poder a Ramón Ángel. Apoyándose en el poder del Chacho Peñaloza – el mismo que había colocado a Ángel – se hizo elegir gobernador por la legislatura.
A mediados del año 1861, autorizó a Peñaloza – comandante de armas de la provincia – a mediar en la guerra civil en Tucumán y Santiago del Estero. Poco después se supo el resultado de la batalla de Pavón, y se pronunció a favor de Bartolomé Mitre y de los unitarios, y apoyó el avance del ejército porteño dirigido por Mitre hacia Cuyo.
Denunció al gobierno nacional que no apoyaba los actos de "vandalaje" que supuestamente ejercía Peñaloza en el norte, y pidió ayuda para oponerse a su autoridad. A principios del año siguiente, Peñaloza fue derrotado en Tucumán y regresó a La Rioja. Entonces Villafañe descubrió que solo tenía poder efectivo en la ciudad, ya que el resto de la provincia respondía al Chacho. Este avanzó sobre la capital provincial, que fue tomada por los federales en febrero.
Pero Villafañe se sostuvo en el norte de la provincia, con el apoyo de los coroneles Tristán Dávila y Tristán Echegaray. Mientras tanto, el coronel Ignacio Rivas, recién llegado de San Juan, derrotó a las fuerzas del Chacho en los Llanos, obligándolo a abandonar la ciudad. Villafañe volvió al gobierno. En abril, nuevamente la ciudad fue tomada por la montonera de Carlos Ángel, que abandonó la ciudad y volvió a tomarla en mayo.
En octubre de ese año, Villafañe renunció a la gobernación, reconociendo que la mayor parte de la provincia simpatizaba con sus opositores. Fue reemplazado por Francisco Solano Gómez, un unitario amigo del Chacho y de Sarmiento.
Murió en Aimogasta, provincia de La Rioja, a mediados de la década de 1860.